# متال گیر سالید
متال گیر سالید (به انگلیسی: Metal Gear Solid) که به صورت سرنام به MGS معروف است، یک بازی ویدئویی به سبک اکشن ماجراجویی، مخفی‌کاری به نویسندگی، تهیه‌کنندگی و کارگردانی هیدئو کوجیما است و دنبالهٔ بازی‌های متال گیر و متال گیر ۲: سالید اسنیک محسوب می‌شود که کوجیما بر روی آن‌ها نیز کار کرده‌است. بازی توسط بخش سرگرمی ژاپنی کونامی ساخته و برای اولین بار در سال ۱۹۹۸ توسط خود این شرکت برای کنسول پلی‌استیشن منتشر شده‌است. بازی برای نخستین بار در نمایشگاه توکیو گیم شو سال ۱۹۹۶ رونمایی شد و سپس در نمایشگاه‌های بازرگانی دیگری همچون ای۳ سال ۱۹۹۷ به نمایش درآمد؛ انتشار بازی در ژاپن برای اواخر سال ۱۹۹۷ برنامه‌ریزی شده بود، قبل از اینکه تا سال ۱۹۹۸ به تعویق بیفتد.
بازیکنان کنترل شخصیت سالید اسنیک را بدست می‌گیرند، سربازی که برای خنثی‌سازی تهدید تروریستی فاکس‌هاند، یگان نیروهای ویژه مرتد، به یک مرکز سلاح‌های هسته‌ای نفوذ می‌کند. اسنیک می‌بایست گروگان‌ها را آزاد کند و تروریست‌ها را از حملهٔ هسته‌ای باز دارد. میان‌پرده‌های سینمایی و گرافیک بازی با استفاده از موتور داخل بازی رندر شده‌اند، و صداگذاری شخصیت‌ها در خلال آن استفاده شده‌است.
متال گیر سالید بسیار مورد استقبال قرار گرفت و بیش از ۷ میلیون نسخه کپی روانه بازار کرد و میانگین امتیاز آن در وبگاه متاکریتیک ۹۴ از ۱۰۰ است. این بازی از نظر بسیاری از منتقدین به عنوان یکی از بهترین و مهم‌ترین بازی‌های رایانه‌ای تمام زمان شناخته شده‌است. نسخه دوباره‌سازی از این بازی نیز با عنوان متال گیر سالید: زوج اسنیک در سال ۲۰۰۴ برای کنسول نینتندو گیم‌کیوب عرضه شد.

## داستان
داستان متال گیر سالید، در سال ۲۰۰۵، و در جزیره روباه در جنوب غربی آلاسکا در حاشیه دریا اتفاق می‌افتد. شِش سال بعد از اتفاقات متال گیر ۲: سالید اسنیک، لیکوئید اسنیک به همراه آسلات کنترل جزیره‌ای به نام «شدو موزز» را در درست می‌گیرند. آن‌ها برای برهم نزدن امنیت جهانی دو درخواست داشتند: نخست تحویل بقایای جسد سرباز افسانه‌ای بیگ باس در کمتر از ۲۴ ساعت و همچنین دریافت ۱ بیلیون دلار پول.

## صداپیشگان
| شخصیت‌ها          | نسخه ژاپنی      | نسخه انگلیسی      |
| ---------------- | --------------- | ----------------- |
| سالید اسنیک      | آکیو اوتسوکا    | دیوید برایان هِیتِر |
| لیکوئید اسنیک    | تاکاشی تاناکا   | کم کلارک          |
| مریل سیلوربرگ    | کیوکو تراسه     | دبی وست           |
| نائومی هانتر     | هیرومی تسورو    | جنیفر هِیل         |
| آتاکان           | هیده‌یوکی تاناکا | کریستوفر راندولف  |
| رُی کمبل          | تاکشی آئونو     | پل آیدینگ         |
| مِی لینگ          | هوکو کواشیما    | کیم گِست           |
| گِری فاکس         | کانه‌تو شیئوزاوا | گِرگ ایگلز         |
| ناستاشا رومانِنکو | ایکو یامادا     | رنی رادمن         |
| آسلات            | کوجی توتانی     | پاتریک زیمرمن     |
| وولکن ریون       | یوکیتوشی هوری   | پیتر لوری         |
| سایکو مانتیس     | کازویوکی سوگابه | داگلاس اِستون      |
| اسنایپر ولف      | نائوکو ناکامورا | تاسیا والنزا      |
| دنالد اندرسون    | ماساهارو ساتو   | گِرگ ایگلز         |
| کنث بیکر         | یوزورو فوجیموتو | آلن لوری          |
| جیم هائوسمن      | توموهیسا آسو    | ویلیام باسِت       |
| جانی ساساکی      | نائوکی ایمامورا | دین اسکافیلد      |